# Dicranomyia miniata
Dicranomyia miniata är en tvåvingeart som först beskrevs av Alexander 1929.  Dicranomyia miniata ingår i släktet Dicranomyia och familjen småharkrankar. Inga underarter finns listade i Catalogue of Life.